# تنگه دمیتری لاپتف

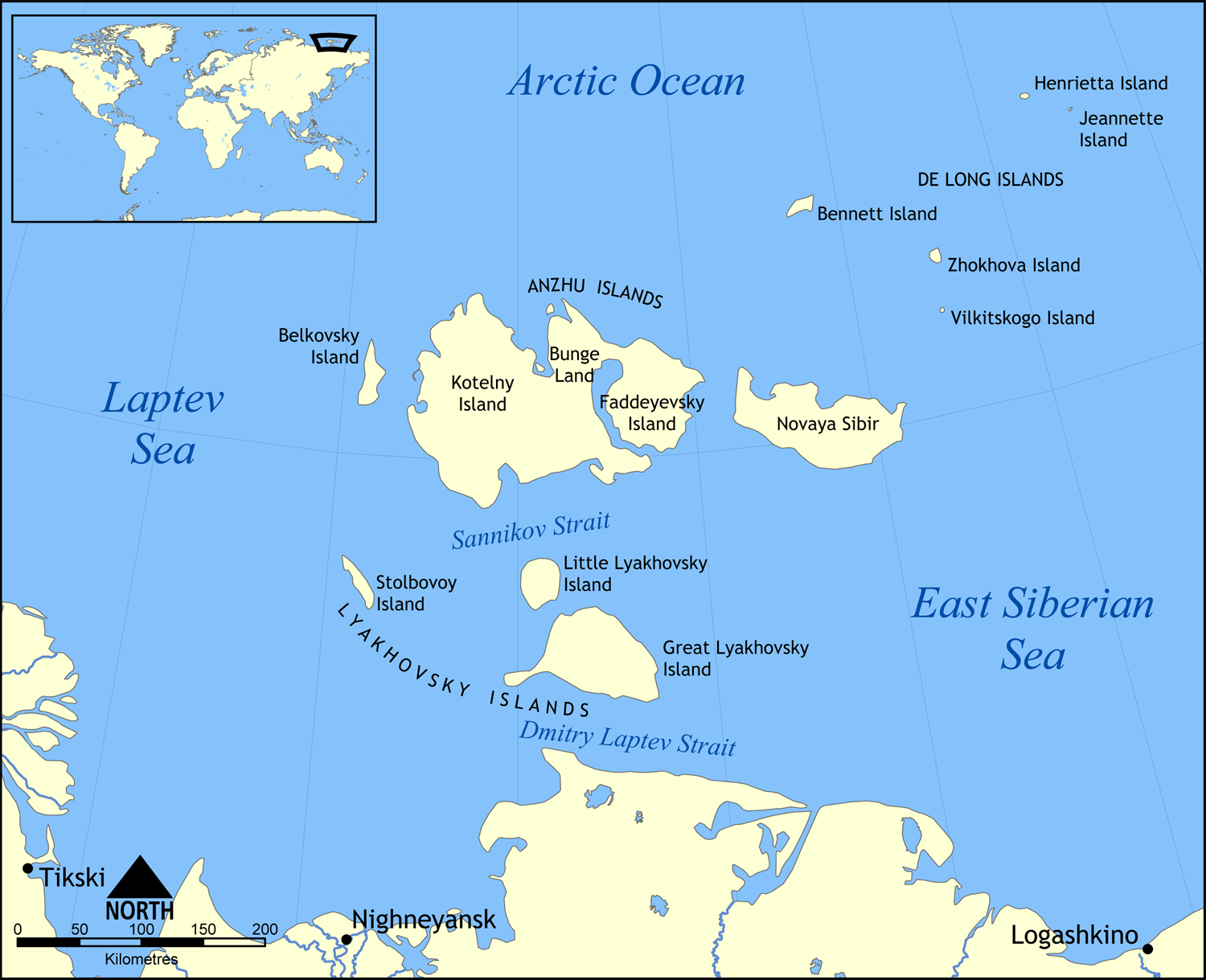
موقعیت تنگه لاپتف

تنگه دمیتری لاپتف (روسی: Пролив Дмитрия Лаптева) تنگه‌ای به پهنای ۶۰ کیلومتر در روسیه است. این تنگه جزیره بولشوی لیاخوفسکی واقع در جزایر لیاخوفسکی را از سرزمین اصلی روسیه جدا کرده و دریای لاپتف را در غرب به دریای سیبری شرقی در شرق پیوند می‌دهد. این تنگه به افتخار کاوشگر روسی شمالگان دمیتری لاپتف نام‌گذاری شده است.